# سیارک ۷۱۹۲
سیارک ۷۱۹۲ (به انگلیسی: 7192 Cieletespace، نامگذاری:1993RY1) هفت هزار و صد و نود و دومین سیارک کشف شده‌است که در ۱۲ سپتامبر ۱۹۹۳ کشف شد.
قدر مطلق سیارک برابر ۱۱٫۸۰ است.